# Gomphurus externus
Gomphurus externus is een echte libel uit de familie van de rombouten (Gomphidae).
De wetenschappelijke naam van de soort werd in 1858 als Gomphus externus gepubliceerd door Hermann August Hagen.

## Synoniemen
- Gomphus consobrinus Walsh, 1863